# Paraibuna (kommun)
Paraibuna är en kommun i Brasilien.   Den ligger i delstaten São Paulo, i den sydöstra delen av landet, 900 km söder om huvudstaden Brasília. Antalet invånare är 17 384.
Följande samhällen finns i Paraibuna:
- Paraibuna

I omgivningarna runt Paraibuna växer i huvudsak städsegrön lövskog. Runt Paraibuna är det ganska glesbefolkat, med 22 invånare per kvadratkilometer.